# ويليام ر. بيرتيلسن
ويليام ر. بيرتيلسن (بالإنجليزية: William R. Bertelsen)‏ هو مخترِع أمريكي، ولد في 20 مايو 1920 في مولين في الولايات المتحدة، وتوفي في 16 يوليو 2009 في روك أيلاند في الولايات المتحدة.